# IC 29
IC 29 ist eine elliptische Galaxie vom Hubble-Typ E im Sternbild Walfisch am Südsternhimmel. Sie ist etwa 780 Millionen Lichtjahre von der Milchstraße entfernt und hat einen Durchmesser von etwa 120.000 Lichtjahren.
Entdeckt wurde das Objekt am 6. November 1891 vom französischen Astronomen Stéphane Javelle.